# Warwick Thornton

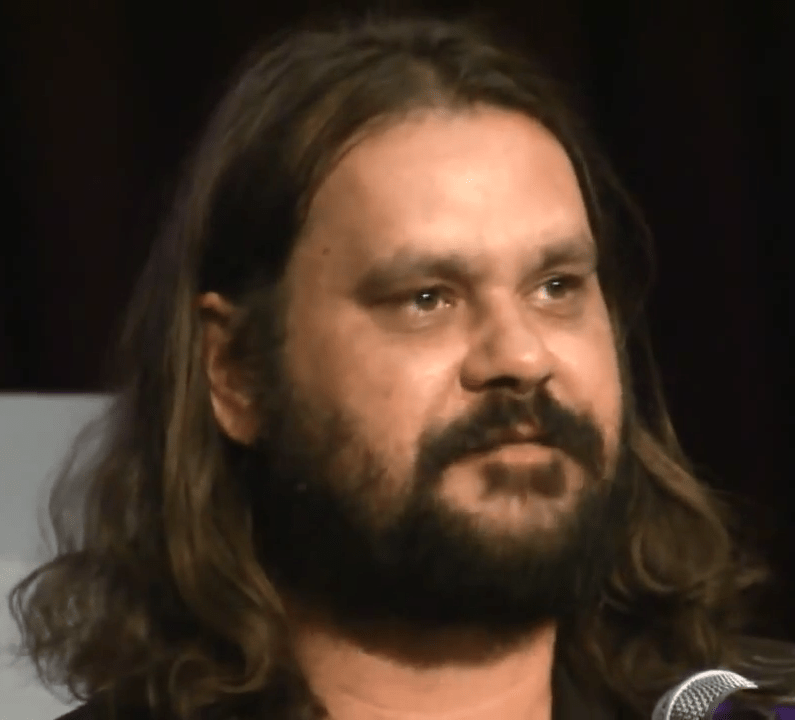
Warwick Thornton

Warwick Thornton (* 23. Juli 1970 in Alice Springs) ist ein australischer Künstler, Filmregisseur, Kameramann und Drehbuchautor.

## Leben
Warwick Thornton wurde in Alice Springs geboren, wo er auch aufwuchs. Seine Mutter Freda Glynn ist die Mitbegründerin und erste Direktorin der Central Australian Aboriginal Media Association (CAAMA) und hatte mehrere Jahre für das Imparja Television gearbeitet. Im Alter von 13 Jahren kam Thornton auf die einzige australische Klosterschule in New Norcia in Western Australia, dennoch erklärte er später, er sei sauer auf das Christentum und selbst nie religiös geworden. Als Teenager arbeitete er nachts für den Radiosender CAAMA in Alice Springs, wo er Musikwünsche von Häftlingen spielte.
1994 schloss Thornton seine Ausbildung als Kameramann bei der Central Australian Aboriginal Media Association in Alice Springs ab, deren Aufgabe es ist, die Kultur der Aborigine bekannt zu machen. 1997 schloss er mit dem Bachelor of Arts ein Kamerastudium an der Australian Film Television and Radio School in Sydney ab.
Während und nach seines Studiums widmete sich Thornton bei seiner Arbeit der Kultur der Aborigines. Nach eigenen Aussagen sieht er sich als Filmemacher in der Tradition der indigenen Erzählkultur, und in dieser werde die Gegenwart über die Vergangenheit und die Zukunft erzählt.
Zuerst drehte Thornton eine Reihe von Kurzfilmen, die er im Rahmen von Filmfestivals rund um den Globus vorstellte, so
beim Telluride Film Festival und bei den Filmfestspielen in Berlin, so 2005 Green Bush, der dort als bester Kurzfilm ausgezeichnet wurde. Im Jahr 2009 stellte Thornton mit Samson & Delilah sein Regiedebüt und zudem den ersten Spielfilm über Australiens Ureinwohner von und mit Aborigines überhaupt vor. Für diesen wurde er bei den Internationale Filmfestspiele von Cannes mit der Goldenen Kamera ausgezeichnet. Zudem wurde Samson & Delilah von Australien als Kandidat für die Oscarverleihung 2010 in der Kategorie Bester fremdsprachiger Film ausgewählt.
2014 stellte Thornton seinen Film The Darkside bei den Filmfestspielen in Berlin vor. Im gleichen Jahr wurde sein Film Words with God bei den Filmfestspielen von Venedig gezeigt. 2017 folgte sein Dokumentarfilm We Don’t Need a Map, und im gleichen Jahr feierte sein Spielfilm Sweet Country bei den Filmfestspielen von Venedig seine Premiere, wo Thornton für den Goldenen Löwen nominiert war und den Spezialpreis der Jury erhielt. Zudem wurde Sweet Country beim Toronto International Film Festival 2017 mit dem Platform Prize ausgezeichnet.
Eine seiner Schwestern, Erica Glynn, arbeitet ebenfalls als Drehbuchautorin und Filmregisseurin. Sein Bruder Scott übernahm in einem von Thorntons Filmen im Jahr 2009 eine Rolle.
Für seinen vierten Spielfilm The New Boy (2023) mit Aswan Reid und Cate Blanchett in den Hauptrollen erhielt er eine Einladung in die Sektion Un Certain Regard des 76. Filmfestivals von Cannes.
Ende Juni 2018 wurde Thornton ein Mitglied der Academy of Motion Picture Arts and Sciences.

## Filmografie (Auswahl)
Als Regisseur
- 2007: Nana (Kurzfilm)
- 2009: Samson & Delilah (Samson and Delilah)
- 2013: The Darkside
- 2014: Words With Gods
- 2017: We Don’t Need a Map (Dokumentarfilm)
- 2017: Sweet Country
- 2020: Mystery Road – Verschwunden im Outback (Fernsehserie, 3 Episoden)
- 2020: The Beach (Fernsehdokumentation, 6 Folgen)
- 2021–2022: Firebite (Fernsehserie, 4 Folgen)
- 2023: The New Boy

Als Kameramann
- 2009: Samson & Delilah (Samson and Delilah)
- 2011: Here I Am
- 2012: The Sapphires
- 2013: The Darkside
- 2017: We Don’t Need a Map (Dokumentarfilm)
- 2020: Mystery Road – Verschwunden im Outback (Fernsehserie, 6 Episoden)

## Ausstellungen
- 2011: Stranded, Stills Gallery, Sydney[10]
- 2012: Warwick Thornton: Mother Courage, Contemporary Art Exhibition DOCUMENTA (13), Kassel[11]
- 2013: Warwick Thornton: Mother Courage, Australian Centre for the Moving Image, Melbourne
- 2015: The Future is Unforgiving, Anna Schwartz Gallery, Melbourne[3]

## Auszeichnungen
American Society of Cinematographers Award
- 2024: Auszeichnung mit dem Spotlight Award (The New Boy)[12]

Australian Academy of Cinema and Television Arts Award
- 2024: Nominierung für die Beste Regie (The New Boy)
- 2024: Nominierung für das Beste Drehbuch (The New Boy)
- 2024: Nominierung für die Beste Kamera (The New Boy)[13]

Camerimage
- 2023: Auszeichnung mit dem Goldenen Frosch (The New Boy)[14]

Internationale Filmfestspiele Berlin
- 2005: Auszeichnung für den Besten Kurzfilm (Green Bush)
- 2008: Auszeichnung mit dem Gläsernen Bären in der Sektion Kplus (Nana)

Internationale Filmfestspiele von Cannes
- 2009: Auszeichnung mit der Goldenen Kamera (Samson & Delilah)

Internationale Filmfestspiele von Venedig
- 2017: Nominierung für den Goldenen Löwen (Sweet Country)

Toronto International Film Festival
- 2017: Auszeichnung Platform Prize (Sweet Country)